# Ryūzō Sejima
Ryūzō Sejima (瀬島 龍三, Sejima Ryūzō) (9 décembre 1911 - 4 septembre 2007) est un colonel de l'armée impériale japonaise. Après la Seconde Guerre mondiale, il passe 11 ans en captivité en Sibérie avant de rentrer au Japon où il devint président d'une grande entreprise et conseiller de nombreux Premiers ministres du Japon.

## Biographie

### Carrière militaire
Sejima est le fils de Ryūtarō Sejima, un officier de l'armée qui participa la guerre russo-japonaise et devint maire du village de Matsuzawa dans la préfecture de Toyama. Sejima sort diplômé de l'école militaire impériale du Japon en 1938. Durant la guerre du Pacifique, il est officier d'État-major au quartier-général impérial. Il est chargé de la stratégie de reconquête de Guadalcanal, de la stratégie en Nouvelle-Guinée, et en juillet 1945, il est transféré à l'armée japonaise du Guandong en tant qu'officier d'État-major et négocie le cessez-le-feu avec le général soviétique Alexandre Vassilievski.
Après la reddition du Japon le 15 août 1945, il est fait prisonnier de guerre en même temps que le général Otozō Yamada et est détenu 11 ans en Sibérie. Il est brièvement transporté de Vladivostok à Tokyo en 1946 pour témoigner au tribunal militaire international pour l'Extrême-Orient. Il passe la majeure partie de sa captivité dans une prison à Khabarovsk. Des années plus tard, il fera installer une stèle commémorative au parc de la Paix de la ville.

### Retour au Japon
De retour au Japon, Sejima entre dans l'entreprise C. Itoh & Co. (actuelle Itochu) en 1958 où il est d'abord engagé pour la négociation d'avions. Il devient directeur en 1962, à peine quatre ans après avoir rejoint la compagnie. Il dirige l'équipe de planification de l'entreprise et met en œuvre des méthodes de rapports hiérarchiques de style militaire et forme un groupe de disciples au sein de la société connu sous le nom de « machine Sejima ». Il prend en charge l'expansion d'Itoh dans l'industrie pétrolière et organise une alliance entre General Motors et Isuzu en 1971. Il est aussi l'un des trois hommes clés de l'entrée d'Itoh en République populaire de Chine en 1972, ce qui en fait l'une des premières entreprises japonaises à faire des affaires avec ce pays. Sejima participe également à la fusion d'Itoh et de Ataka & Co. (en). Il est promu vice-président en 1972, vice-PDG en 1977 et PDG en 1978. Il quitte la tête de l'entreprise en 1981 mais reste conseiller exécutif de la compagnie jusqu'en 2000.
Dans les années 1980, il sert comme membre de la commission ad hoc sur la réforme administrative et conseiller du Premier ministre Yasuhiro Nakasone. À ce titre, il assiste le président du conseil Toshiwo Doko dans la privatisation de NTT et de la société des chemins de fer nationaux. Sejima est conseiller des Premiers ministres Keizō Obuchi, Kiichi Miyazawa et Ryūtarō Hashimoto. Il est directeur de NTT de 1986 à 1999. En 1998, il est nommé à la tête d'un groupe spécial chargé d'examiner la réforme du ministère des Finances. Il est également président du conseil de l'université Asie (en) et du cimetière national de Chidorigafuchi.
Sejima développe des relations étroites avec les dirigeants militaires de Corée du Sud dans les années 1980. Lee Byung-chul, le fondateur de Samsung, invite Sejima en Corée en 1980 afin de conseiller Chun Doo-hwan et Roh Tae-woo « en tant que compagnon d'armée ». Sejima sert comme intermédiaire pour le Premier ministre Yasuhiro Nakasone en organisant une rencontre historique avec Chun en 1983.
Un comité dirigé par Sejima décide d'ériger un monument au sanctuaire Yasukuni pour le juge indien Radhabinod Pal en 1997. Celui-ci est le seul juge qui considéra que tous les accusés n'étaient pas coupables au tribunal international militaire pour l'Extrême-Orient.

## Dans la culture populaire
Le roman Fumō Chitai (en), qui est adapté au cinéma et à la télévision, serait basé sur la vie de Sejima, bien que l'auteure ait déclaré qu'elle s'en est seulement inspiré pour la progression du personnage principal (de l'armée à un camp de prisonniers, puis au monde des entreprises d'après-guerre).
Le rôle de Sejima dans les relations entre la Corée du Sud et le Japon dans les années 1980 est représenté dans la série TV sud-coréenne 5e république (en).